# Gemma Whelan
Gemma Elizabeth Whelan, född 23 april 1981 i Leeds, är en brittisk komiker och skådespelare. Hon spelar Yara Greyjoy i Game of Thrones och Kate i Att vara eller inte vara Shakespeare, en roll hon även gör på scen när tv-serien sätts upp som pjäs på Gielgud Theatre i London 2020. Som komiker har hon skapat karaktären "Chastity Butterworth" som har haft egna shower både i radio och på tv.

## Filmografi i urval
- 2010 – Gullivers resor
- 2010 – The Wolfman
- 2012–2019 – Game of Thrones (TV-serie)
- 2016 – Att vara eller inte vara Shakespeare (TV-serie)
- 2017 – Prevenge
- 2017 – The End of the F***ing World (TV-serie)
- 2020 – Emma
- 2020 – Killing Eve (TV-serie)
- 2020 – White House Farm (TV-serie)